# Rob the Robot
Rob the Robot è una serie televisiva prescolare animata al computer. La serie è una coproduzione tra Amberwood Entertainment e One Animation di Singapore ed è stata commissionata dal canadese TVOntario, Knowledge Network della British Columbia, Radio Canada Television della CBC e Access. Va in onda anche su Seven Network e ABC Me in Australia a Brisbane (BTQ-7 Brisbane), ed è attualmente in America su Vme Kids. La serie ha debuttato nel 2010.

## Trama
La serie ruota attorno a quattro giovani amici che volano intorno alla Robot Galaxy su un'astronave verso diversi pianeti per risolvere vari compiti.

## Personaggi
I personaggi principali sono:
- Rob (doppiato da Stacey DePass), un curioso e avventuroso robot di metallo. Nella versione francese, si chiama Robin.
- Ema (doppiata da Camden Angelis), è una linguista carina e intelligente.
- TK (doppiata da Jordi Mand), è un robot gentile. Ha sempre un sorriso.
- Orbit (doppiato da Jake Beale), un robot artista con due bende attaccate dietro la testa.
- Mission Control (doppiato da John Stocker)